# Żegnaj, Rockefeller
Żegnaj Rockefeller – trzynastoodcinkowy polski serial telewizyjny dla młodzieży. Serial jest telewizyjną wersją filmu Goodbye Rockefeller.

## Treść
Nieuczciwy biznesmen, Jacek Namolny oraz jego współpracownicy Matros i Dzięcioł, chcą założyć na terenach obok Młodych Juch składowisko 
odpadów przemysłowych sprowadzanych z Zachodu. Powiększa swoje tereny kosztem działek mieszkańców tej wsi. Chce zmusić właściciela jednej z 
nich, Malinowskiego, bezrobotnego ojca Bączka i Misia, do sprzedaży gruntu. Gdy Malinowski się nie zgadza, Namolny postanawia nakłonić go do 
tego szantażem, porywając jego córkę, Anetę

## Obsada aktorska
- Kamil Gewartowski − Bartek Malinowski (głos - Agata Kulesza)
- Paulina Heromińska − Aneta Malinowska (głos - Agnieszka Kotlarska)
- Dominik Łoś − Michał Malinowski
- Jolanta Fraszyńska − Julia Kuczmańska, dziewczyna Michała
- Piotr Fronczewski − Jacek Namolny
- Magdalena Zawadzka − Malinowska
- Marek Barbasiewicz − Malinowski
- Tomasz Preniasz-Struś − Struś
- Agnieszka Czekańska − Beata Ruszkowska
- Ewa Gawryluk − Tamara, asystentka Namolnego
- Jerzy Łazewski − Piotrek Orłowski
- Joanna Mieszkowska − Ola
- Ada Dąbrowska − Jola
- Marek Frąckowiak − Dzięcioł, człowiek Namolnego
- Krystyna Tkacz − dyrektorka liceum
- Wiktor Zborowski − Matros, człowiek Namolnego
- Jerzy Bończak − Leon Jędrys, prywatny detektyw
- Magdalena Wójcik − Izabella Jabłuszko
- Henryk Bista − astrolog Dominik Kajetan Dański
- Grzegorz Klein − anarchista Janusz, chłopak Beaty
- Grażyna Strachota − trenerka Michała
- Joachim Lamża − wuefista
- Andrzej Chichłowski − dentysta
- Tomasz Kozłowicz − nauczyciel Krzysztof Jeleński
- Bronisław Pawlik − ksiądz
- Magdalena Mikołajczak − dziennikarka TV
- Kazimierz Mazur − Słowik, właściciel zajazdu
- Barbara Sołtysik − mama Julii
- Irena Sztyber − uczennica
- Ryszard Bacciarelli − lekarz
- Zofia Bachleda-Żołnierczyk − policjantka, aktualna narzeczona Józka
- Barbara Bargiełowska − dama Fredka
- Katarzyna Bargiełowska − kasjerka w banku
- Roman Bartosiewicz − policjant
- Arkadiusz Bazak − komisarz
- Renata Berger − Irena Ruszkowska, matka Beaty
- Andrzej Butruk − policjant
- Mariusz Czajka − pijany przy budce telefonicznej
- Tomasz Dedek − sprzedawca
- Cezary Domagała − młody lekarz
- Elżbieta Gaertner − sędzia
- Andrzej Grabarczyk − inspektor policji
- Tadeusz Hanusek − magazynier w hurtowni
- Borys Jaźnicki − uczeń
- Jan Jurewicz − policjant
- Piotr Kazimierski − Józek, były narzeczony Izabelli
- Wojciech Kostecki − ordynator
- Agata Kulesza − operatorka
- Tomasz Lipiński − gitarzysta
- Mirosław Marchwiński − pirotechnik
- Ryszard Marciniewski − Mały
- Jerzy Mrugała − terapeuta
- Andrzej Niemirski − psycholog
- Dariusz Odija − urzędnik
- Kazimierz Orzechowski − ksiądz
- Grzegorz Pawłowski − geodeta
- Cezary Pazura − Fredek
- Cezary Piasecki − sędzia
- Ryszard Pracz − prokurator
- Elżbieta Skrętowska-Cybulska − urzędniczka
- Lech Sołuba − chłop
- Józef Stefański − pirotechnik
- Izabella Szarek − nauczycielka
- Tadeusz Szymków − Duży
- Aniela Świderska-Pawlik − babcia Beaty
- Waldemar Walisiak − Klawisz
- Grzegorz Warchoł − mecenas Jaro-Maczyński, adwokat Namolnego
- Mirosław Zbrojewicz − ekspedient
- Elżbieta Jędrzejewska
- Tomek Sztyber